# Jaime Caresmar

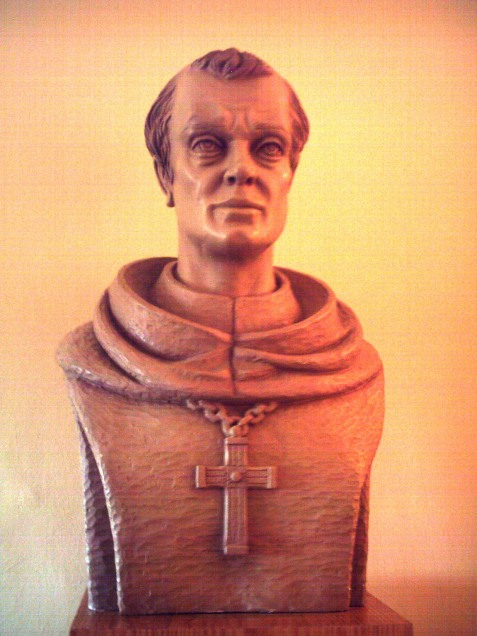
Busto idealizado del abad Jaime Caresmar.

Jaime o Jaume Caresmar Alemany (Igualada, 10 de octubre de 1717-Barcelona, 1 de septiembre de 1791), bibliógrafo, historiador y erudito español de la Ilustración, abad del Monasterio de Bellpuig de las Avellanas.

## Biografía
Hijo de menestrales acomodados, tras estudiar en su ciudad natal y fallecer su padre pasó a Barcelona bajo la protección del abuelo paterno, y allí estudió y se graduó como doctor en Filosofía y Teología con los Jesuitas en el colegio de Cordelles. El 1 de noviembre de 1742 vistió el hábito blanco de los monjes premonstratenses en Santa María de Bellpuig de las Avellanas, en Os de Balaguer, comarca de la Noguera, donde destacó como profesor, y por sus investigaciones históricas en archivos y trabajos bibliográficos, entre ellos varias correcciones y ampliaciones a las Bibliothecae de Nicolás Antonio y diversas monografías sobre iglesias y cenobios catalanes. Dedicó mucho tiempo a ordenar y clasificar los manuscritos y pergaminos de su propio monasterio. Fue también nombrado miembro de la Academia de Buenas Letras de Barcelona en 1750 y de la Real Academia de la Historia en Madrid, y la Real Cámara de Castilla le dio facilidades para investigar en sus archivos e investigar la historia de Cataluña en archivos de Francia. 

Le nombraron abad por vez primera el 25 de septiembre de 1754 y mantuvo este cargo hasta el 24 de septiembre de 1757. Por segunda vez lo fue entre 1766 y 1769. Sostuvo la teoría de que San Severo de Barcelona no existió y su figura se habría formado al fundir la figura del obispo real barcelonés con la historia del también real San Severo de Rávena, mártir del siglo IV. A partir de 1769 trabajó en diversos archivos de la Corona de Aragón, principalmente en le de la Colegiata de Ager y en los de los monasterios de Gerri de la Sal, San Cugat del Vallés, San Juan de las Abadesas y, desde 1770, en el de la catedral de Barcelona, donde durante siete años copió y extractó más de 14.000 documentos datados entre 800 y 1660.

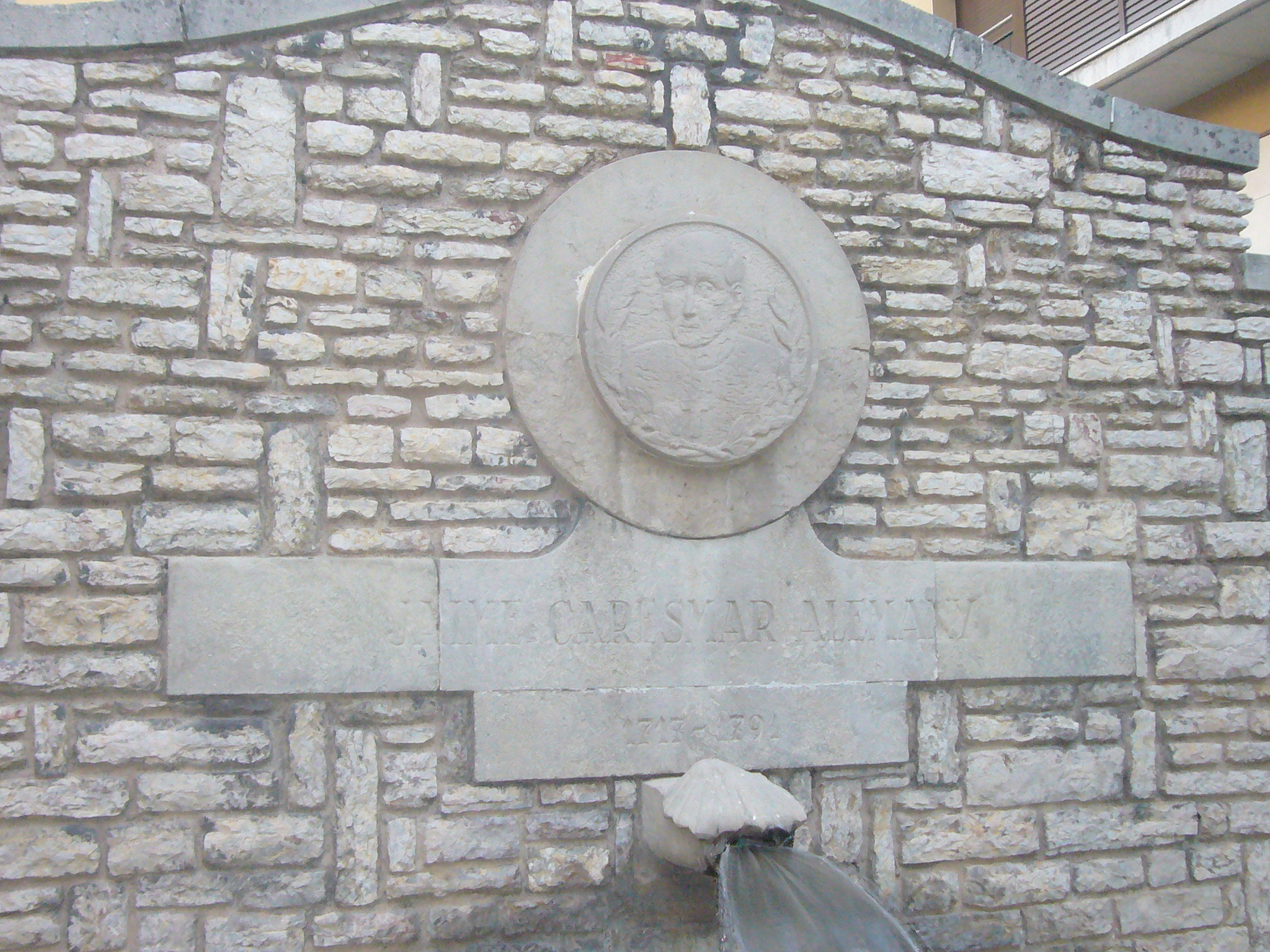
Fuente dedicada a Jaime Caresmar, situada en la travesía de San Jaime, en Igualada.

Sus investigaciones lo llevaron a refutar los hechos milagrosos atribuidos a Santa Eulalia, lo que motivó una campaña de descrédito en su contra (1780-82) en la que tuvo bastante que ver el dominico Domènec Ignasi de Bòria i de Llinars y el capítulo barcelonés, indispuesto contra él, le denegó el acceso al archivo. El obispo de Barcelona Gabino Valladares le encargó sin embargo la ordenación del archivo episcopal, donde trabajó los últimos años de su vida. Jaime Caresmar está enterrado en Bellpuig.
Fue amigo de los grandes eruditos Enrique Flórez, a quien ayudó en la redacción de los capítulos relativos a la diócesis de Vich y Barcelona en su España Sagrada, Gregorio Mayáns y Siscar, José Finestres Monsalvo y Joaquín Lorenzo Villanueva. Maestro de Jaime Pascual y de José Martí, su intensa labor archivística hizo posible la obra de Capmany y de Bofarull. Muchas de sus obras permanecen inéditas; entre ellas, diversos catálogos e índices de manuscritos y obras hechas con ayuda de sus ayudantes destinadas a la confección de una Historia del condado de Cataluña; un apéndice a la Bibliotheca Hispana de Nicolás Antonio, una historia de los monasterios catalanes, un episcopologio general, un comentario a los concilios sagrados celebrados en Cataluña y un estudio de los monumentos eclesiásticos catalanes.
La Biblioteca de Reserva de la Universidad de Barcelona conserva varias obras que formaron parte de la biblioteca personal de Caresmar, y un ejemplo de las marcas de propiedad que identificaron sus libros a lo largo de su vida.

## Obras
- Sanctus Severus episcopus et martyr (Vic 1764)
- Sobre el primado de la iglesia de Tarragona (impreso en versión catalana en 1924)
- Disertación histórica sobre la antigua población de Cataluña en la Edad Media, escrita en 1780, pero publicada en 1821.
- Agricultura, comercio e industria y consistencia y estado en que se halla cada partido de los que componen el Principado de Cataluña, ensayo inédito dirigido a la Junta de Comercio.